# Zac Incerti
Zac Incerti, född 13 juli 1996, är en australisk simmare.

## Karriär
Vid OS 2020 och OS 2024 ingick Inceri i det australiska laget som tog brons på 4 x 200 meter frisim. Vid OS 2020 tog hon dessutom brons på 4x100 meter frisim.